# Herbert Brewer
Pour les articles homonymes, voir Brewer.
Herbert Brewer (1865-1928) fut organiste à la cathédrale de Gloucester, ville où il passa toute sa vie, de 1896 à sa mort.
Il participa activement pendant 30 années au succès du Three Choirs Festival.

## Œuvres

### Œuvres pour Orgue
- Meditation on the name of BACH
- Solitude
- An impression
- Elegy
- Introduction and Fugato

### Œuvres Chorales
- I heard the bells
- Magnificat and Nunc dimittis in D

### Transcriptions pour Orgue
- Prelude and Angel's Farewell, extrait de The Dream of Gerontius, opus 38 (Elgar, Edward)
- In the South, Op.50 (Elgar, Edward)
- Chanson de Nuit, Op.15 (Elgar, Edward)
- Chanson de Matin, Op.15 (Elgar, Edward)

## Liens
- https://urresearch.rochester.edu/viewContributorPage.action?personNameId=1699
- http://www2.cpdl.org/wiki/index.php/Brewer